# Reckeringhausen
Reckeringhausen ist ein wüst gefallener Ort in der Gemarkung von Meineringhausen, einem Stadtteil von Korbach im nordhessischen Landkreis Waldeck-Frankenberg.

## Geographie
Die Siedlung lag etwa 1 km nördlich von Meineringhausen in einer Bachniederung auf 328 m Höhe über NHN rund 300 m westlich der heutigen Kreisstraße K 16 von Meineringhausen nach Strothe. Heute erinnern noch der Flurname „Reckeringhäuser Wiesen“ und das westlich der Wüstung gelegene Waldstück „Reckerohr“ an das verschwundene Dorf, zu dem neben der kleinen Burg Reckeringhausen auch eine Dorfkirche gehört haben soll.

## Geschichte

### Ersterwähnung
Der Ort wurde urkundlich erstmals im Jahre 1126 erwähnt, als Abt Erkenbert von Corvey bekundete, das Kloster habe 11 im Besitz von itterschen Ministerialen befindliche Mansen in „Rekeringhusen“ erhalten; dies geschah offensichtlich im Zuge der von den Schwestern Riclinde und Frederun von Itter, Nichten und nächste Erbinnen des 1123 verstorbenen Edelherrn Folkmar von Itter, vollzogenen Lehensauftragung ihres von Folkmar geerbten allodialen Teils der Herrschaft Itter an das Kloster Corvey. Die Abtei hatte noch Mitte des 14. Jahrhunderts Besitz in der Gemarkung.

### Ortsadel
Ein Ortsadelsgeschlecht bestand von 1227 bis Ende des 14. Jahrhunderts. Im September 1227 erscheint Berthold von Reckerichusen als Zeuge in einer Urkunde des Fritzlarer Propstes Gumpert. Im Oktober 1293 war Hermann von Rekrikusen einer der Zeugen der Lehensauftragung von Burg und Stadt Liebenau durch Hermann von Desenberg genannt Spiegel an den Grafen Otto von Waldeck. Am 7. Juni 1305 war Folkmar von Reckeringhausen Zeuge einer Urkunde, mit der Hysford von Buchmar, Lehnsmann der Herren von Itter in Buchenberg, gegenüber dem Edelherrn Heinrich von Itter auf Pfand- und Lehensrechte in vier itterschen Dörfern verzichtete.
Von der von den Herren von Reckeringhausen vermutlich im 12. Jahrhundert errichteten und 1277 erwähnten kleinen Wasserburg oder Motte im Ort war im Jahre 1623 nur noch ein Rest des Burggrabens als Teich vorhanden.

### Spätere Besitzverhältnisse
Vom 14. bis ins 17. Jahrhundert sind verschiedene Klöster und Adelsfamilien als Inhaber von Grundbesitz oder Zehnteinkünften im Ort bekundet, wobei die Grafen von Waldeck die vorherrschenden Lehnsherren waren und auch den Zehnten kontrollierten und verschiedentlich verliehen oder verpfändeten.
Im Jahre 1302 verkauften die Brüder Benvilth, Knappen, ihre Güter (bona) in Reckeringhausen dem Kloster Bredelar; dieser Besitz findet sich noch im Güterverzeichnis des Klosters von 1416. Im 14. Jahrhundert hatten die Teddesalz/Tedesalt und die von Dorfeld je einen Hof im Ort zu Lehen von den Grafen von Waldeck, die von Reckeringhausen einen Hof zu Lehen von Corvey. 1366 belehnte Corvey die Herren von Dalwigk mit Gütern im Ort, und 1367 hielt die Familie Gaugrebe ein ittersches Lehen in Reckeringhausen. 1394 belehnte Graf Heinrich VI. von Waldeck den Brosecke (Ambrosius) von Viermund zu Nordenbeck († 1426) mit einem Viertel des Zehnten in Reckeringhausen. Im Jahre 1398 kaufte Curt Teddesalz drei Achtel des Zehnten zu „Reckrehusen“, die er um 1400 an die beiden Priester Knevel und Ditmar Prouer an der Korbacher Kilianskirche verpfändete. 1402 verzichteten die Herren von Elle gegenüber Brosecke von Viermund auf Güter und Zehnt im Ort (und auf ein Gut zu Bodenfelde). 1513 erneuerte Graf Philipp II. von Waldeck dem Reinhard Teddesalz die Belehnung seiner Familie mit einem Hof zu Reckeringhausen.
Als 1526 die Grafen Philipp III. von Waldeck-Eisenberg und sein Neffe Philipp IV. von Waldeck-Wildungen die Reformation in beiden Teilen der Grafschaft Waldeck einführten, womit auch die Säkularisation klösterlichen Besitzes verbunden war, einigte sich Philipp III. mit Abt Dietrich II. von Bredelar über gegenseitige Grundbesitz- und Rechtsansprüche in einer Anzahl von Gemarkungen im Bereich der Grafschaft, wobei das Kloster im Tausch für anderen Besitz u. a. auf einen Hof in Reckeringhausen verzichtete, den Philipp III. dann 1533 seinem Hofmeister Hermann (II.) von Wolmeringhausen verpfändete und zu Lehen gab. Im Jahre 1534, als die Herren von Gudenberg mit Eberhard IV. im Mannesstamm ausstarben, hatten sie laut einem Lehnsbrief von 1529 u. a. ein Viertel des Zehnten in Reckeringhausen als waldecksches Lehen inne.
Wann der Ort aufgegeben wurde, ist nicht gesichert. 1558 war er noch bewohnt und dem Freigericht Korbach dingpflichtig, und 1592 erhielten die von Wolmeringhausen auch einen freien Burgsitz in Reckeringhausen als corveysches Lehen. 1623 gehörte der Zehnte in Reckeringhausen zu drei Vierteln denen von Wolmeringhausen und zu einem Viertel dem Zweig Nordenbeck der Herren von Viermund, aber das Dorf mag bereits in den Anfangsjahren des Dreißigjährigen Kriegs – z. B. beim Einfall Hessen-Kasseler Truppen 1621 oder beim Durchmarsch von Tillys Truppen 1623 – verwüstet und verlassen worden sein. Eine letzte Erwähnung stammt aus dem Jahre 1700, als die Korbacher Kilianskirche Einkünfte aus Reckeringhausen hat.